# Bennie Adkins
Bennie Gene Adkins (Waurika, 1 de fevereiro de 1934 — Opelika, 17 de abril de 2020) foi um soldado do Exército dos Estados Unidos que recebeu a mais alta decoração das Forças Armadas, a Medalha de Honra, por ações em março de 1966 durante a Guerra do Vietnã.

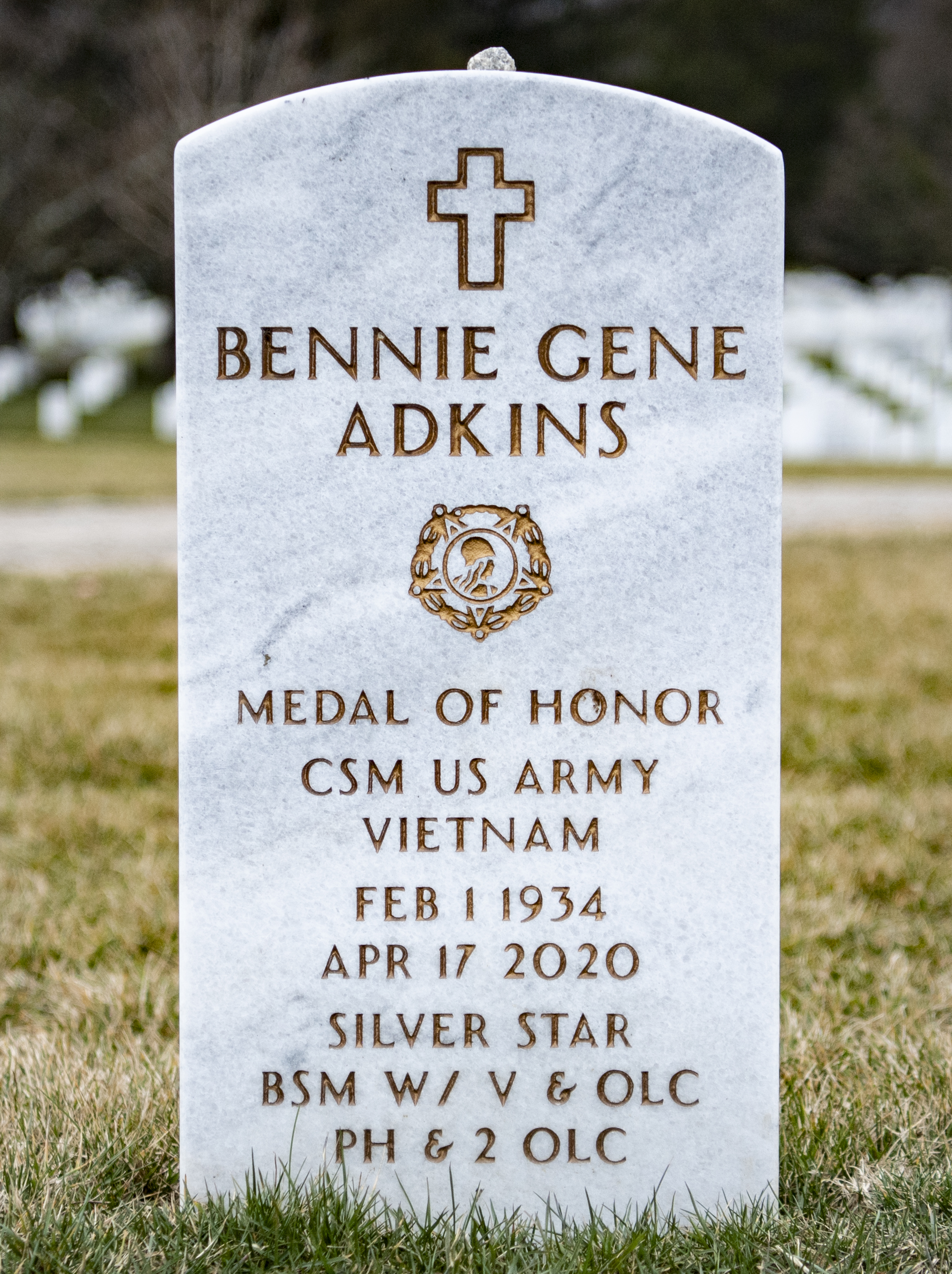

Em março de 2020, Adkins foi hospitalizado com COVID-19 e foi internado na unidade de terapia intensiva (UTI) e colocado em um ventilador após sofrer insuficiência respiratória. Morreu em 17 de abril de 2020 por complicações da doença, aos 86 anos de idade.